# Catedral de Santa Catalina (Alejandría)
La Catedral de Santa Catalina (en árabe: كاتدرائية سانت كاترين) es la iglesia catedral del vicariato apostólico de Alejandría de Egipto y, al mismo tiempo, la iglesia del convento franciscano local. La basílica fue construida en el neobarroco 1847-1856 por el arquitecto franciscano Serafino da Baceno.
Los franciscanos han estado presentes desde el siglo XVII en Alejandría, donde particularmente se preocupaba por los peregrinos europeos que estaban en camino hacia la Tierra Santa. En la década de 1840 los nuevos edificios del convento y una escuela fueron fundados. La nueva iglesia, una basílica con cúpula clasicista, también se concibe como la catedral de la Vicaría Apostólica, establecida en 1839, y recibió el nombre de la mártir Catalina de Alejandría. La dedicación tuvo lugar el 24 de noviembre de 1850. En 1927, se incorporó la fachada actual diseñada por Mario Avena, en el estilo del barroco romano.